# Jataí (Goiás)
Jataí is een gemeente in de Braziliaanse deelstaat Goiás. De gemeente telt 86.447 inwoners (schatting 2009). De plaats ligt aan de rivier de Rio Claro.
De plaats is zetel van het rooms-katholieke bisdom Jataí.

## Aangrenzende gemeenten
De gemeente grenst aan Aparecida do Rio Doce, Cachoeira Alta, Caçu, Caiapônia, Itarumã, Mineiros, Perolândia, Rio Verde en Serranópolis.

## Verkeer en vervoer
De plaats ligt aan de radiale snelweg BR-060 tussen Brasilia en Bela Vista. Daarnaast ligt ze aan de wegen BR-158, BR-364, GO-050 en GO-184.